# Češi v Chorvatsku

Znak Čechů v Chorvatsku

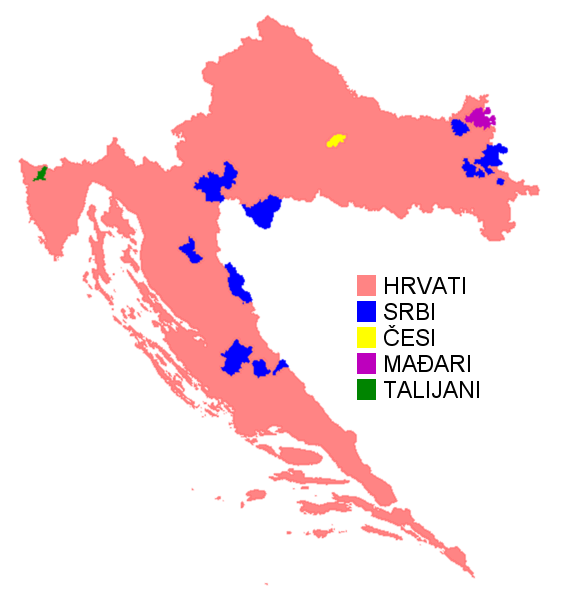
Česká menšina je v Chorvatsku relativně roztroušená, převahu má pouze v jediném obvodě (vyznačen žlutou barvou).

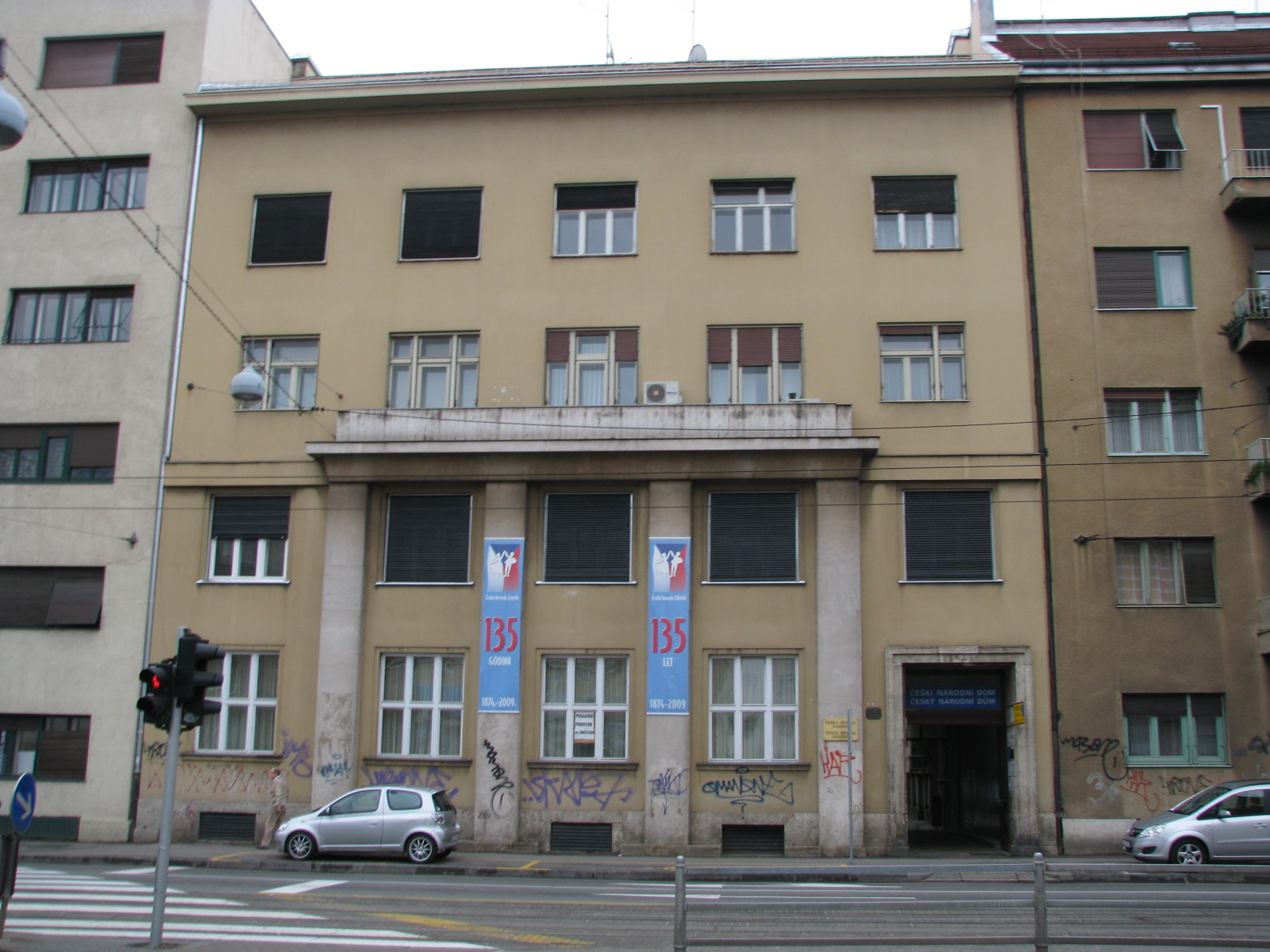
Český národní dům v Záhřebu

Češi představují v Chorvatsku jednu z mnohých národnostních menšin. 7 862 osob, které se hlásí k české národnosti, je soustředěno především v oblasti centrální Slavonie. Více než čtvrtina chorvatských Čechů žije ve městě Daruvar.

## Historie
Do této oblasti se Češi, jimž se dodnes říká Pémci (podobně v Rumunsku Pemi, od slova Bohemi), začali stěhovat v dobách existence Rakouského císařství, převážně v závěru 18. století, ačkoli první přicházeli už za vlády Marie Terezie, která se snažila osídlit pusté oblasti v Slavonii, odkud starousedlíci prchali před Turky.
Slavonie je historická oblast na severu Chorvatska, při hranicích s Maďarskem. Do roku 1881 byla z většiny součástí tzv. Vojenské hranice, jakéhosi sanitárního kordónu proti Turkům. Správa Vojenské hranice podléhala přímo Vídni a měla zvláštní status s různými daňovými i jinými úlevami výměnou za povinnost oblast bránit. Do Slavonie tak přicházeli hlavně vojáci, a to s celými rodinami – v dobách klidných hospodařili na získané půdě, v dobách zlých válčili. Později se přistěhovávali i řemeslníci, různí odborníci, zemědělci, či vysloužilí vojáci.
V literatuře jsou Češi poprvé jako místní obyvatelé zmiňováni někdy v druhé polovině 20. let 19. století. Od roku 1850 pak existují první písemné záznamy o migračních vlnách Čechů do této oblasti. Dobové statistiky uvádějí počet obyvatel, kteří přišli z území Čech, Moravy a dnešního Slovenska, a to 25 607.
Berlínský kongres přinesl konec turecké hrozby a Vojenská hranice byla v roce 1881 zrušena. Území Slavonie bylo včleněno do Království Chorvatska a Slavonie a cíařská vláda se i nadále snažila přilákat další osadníky z vyspělejších krajů monarchie. Měla zájem především o Němce a o Čechy. Kromě půdy, kterou bylo lze koupit za levný peníz, dostali tříleté daňové prázdniny, bezplatné železniční jízdenky i další výhody. Potřební byli především zemědělci, lesníci a řemeslníci.
Hospodaření na nové půdě však bylo pro řadu kolonistů velmi těžké, půda byla zpustlá anebo ještě neobdělaná, často močálovitá. Vyskytovala se malárie. Nově příchozí navíc museli čelit nevraživosti chorvatských starousedlíků, z nichž byla většina negramotná, žila v družinách (zvolený stařešina přiděloval jednotlivcům práci a úkoly), praktikovala úhorový systém, neznala železné nářadí. Mnozí osadníci se po neúspěchu, neúrodě a finančních problémech rozhodli pro návrat zpět do Čech.
Vznikala ale i zcela nová osídlení na zelené louce. Tamní šlechta nové přisídlence podporovala, neboť ti pomáhali zúrodňovat půdu, zkulturňovat krajinu, modernějším hospodařením zvyšovat výnosy.(Některé vytipované přímo zvala a měla občas zvláštní požadavky, např. každý z nových kolonistů musel ovládat hru na nějaký hudební nástroj). Menší české osídlení se vytvořilo severovýchodně až severně od Záhřebu v prostoru mezi Bjelovarem až Našicemi, a to v podobě jednotlivých a od sebe velmi vzdálených rozesetých osad (např. Končenice).

### Migrační vývoj na přelomu 19. a 20. století
Největší emigrační vlna přišla koncem 19. století a v době před první světovou válkou. Vycházely inzeráty v novinách, agenti obcházeli rodiny, vystěhovalci z dřívějších dob, psali do staré vlasti nadšené dopisy. Slavonie byla vychvalována jako země zaslíbená. I po první světové válce pokračovaly odchody do Slavonie, která se ocitla v nově vzniklém Království Jugoslávie. Odcházeli mladí, převážně řemeslníci a kvalifikovaní dělníci, což nově vzniklá Československá republika neviděla ráda, ale vzhledem k obrovské nezaměstnanosti nebyla s to nabídnout srovnatelně příznivé podmínky.
Čeští kolonisté přicházeli z Tábora (do Hrubečného Pole), Písku (okolí Pakrace), Mělníka (Daruvar a okolí), celého Polabí až po Hradec Králové, dále z Olomouce a od Domažlic (do Kaptola a okolí Požegy) a Boskovic (jihozápadně od Daruvaru). 
První podrobnější dokumentaci situaci Čechů v Chorvatsku poskytl Jan Auerhan, pozdější předseda Československého ústavu zahraničního ve svém článku Čechové v Chorvatsku, uveřejněném v článku Pokroková revue v roce 1907. Zdůraznil především potřebu vybudování českých škol a knihoven, které by přispěly k rozvoji a udržení českého jazyka na území dnešního Chorvatska. V jeho práci pokračoval poté v období vzniku ČSR a Jugoslávie R. Turčin.

### Sčítání lidu a kulturní spolky (1921–)
Podle jugoslávského sčítání lidu v roce 1921 se na území celé tehdejší Jugoslávie (včetně Chorvatska) k české národnosti přihlásilo celkem 46 777 lidí, z toho 32 270 na území Chorvatska a Slavonie.
V roce 1930 žilo v Chorvatsku na čtyřicet tisíc Čechů; jejich počet začal však postupem času díky asimilaci klesat. V roce 1948 to bylo 28 991, o dvacet let později již jen třináct a půl tisíce Čechů (z toho osm a půl tisíce v Daruvaru). Po druhé světové válce vznikl jako hlavní organizací slavonských Čechů Československý svaz pro Socialistickou republiku Chorvatsko.
I v současné době jsou Češi v Chorvatsku organizovaní, mají svůj vlastenecký svaz a pořádají různé akce. Úzce spolupracují i s chorvatskou komunitou Slováků. Češi a Slováci mají i svého jednoho společného zástupce v chorvatském Saboru.

## České opčiny a města
Jsou zde uvedeny opčiny a města, v nichž bylo alespoň 1 % obyvatel české národnosti.
| Opčina         | Počet obyvatel (2021) | Z toho Češi     |
| -------------- | --------------------- | --------------- |
| Končanica      | 1 805                 | 831 (46,04 %)   |
| Dežanovac      | 1 978                 | 451 (22,80 %)   |
| Daruvar        | 10 105                | 2 114 (20,92 %) |
| Grubišno Polje | 5 367                 | 861 (16,04 %)   |
| Sirač          | 1 796                 | 189 (10,52 %)   |
| Hercegovac     | 1 910                 | 147 (7,70 %)    |
| Veliki Grđevac | 2 316                 | 85 (3,67 %)     |
| Pakrac         | 7 086                 | 232 (3,27 %)    |
| Lipik          | 5 127                 | 140 (2,73 %)    |
| Lipovljani     | 2 807                 | 46 (1,64 %)     |
| Garešnica      | 8 524                 | 115 (1,33 %)    |
| Kutina         | 19 601                | 218 (1,11 %)    |
| Kaptol         | 2 605                 | 27 (1,04 %)     |

## Nářečí
Češi v Chorvatsku mluví zvláštním nářečím, které se nazývá daruvarská čeština. Vychází z českých nářečí a bylo ovlivněno chorvatštinou.

## Osobnosti
- Duch z Hahótu (11. století), první záhřebský biskup
- Jan II. Smil (Ivan Smilo Bohemius), záhřebský biskup v letech 1386–1394
- Petr z Myšlína (začátek 15. století), český vojevůdce
- Jan Vítovec ze Hřebene (?–1468), vojevůdce, někdejší husitský válečník
- Martin Slabin, český jezuita a pedagog
- Ivan Franjo Janeček, (1698–1777), výrobce varhan
- Antonín (Antun) Jandera (1738–1772), tiskař a vydavatel
- Ivan Either (1750–1822), stavitel
- Karel František Freudenreich (1763–1831), herec a divadelník
- Bartol Felbinger (1785–1871), stavitel
- Josip Kalasancije Schlosser (1808–1882), lékař a přírodovědec
- Ivan Havlíček (1810–1863), malíř a karikaturista
- Ivan Reyschill (1817–1877), hudební skladatel
- Ivan Šah (1824–1904), matematik, spisovatel a pedagog
- Ivan Zasche (1825–1863), malíř
- Josip Ferdinand Devidé (1826–1897), hospodářský a osvětový pracovník
- Franjo Pokorny (1826–1893), podnikatel, majitel továrny na likéry
- Josef (Josip) Praus (1829–1874), novinář a politik
- Josef Václav Frič (1829–1890), politik a spisovatel
- Václav (Vjenceslav) Záboj Mařík (1831–1895), učitel a pedagog,
- František Bronislav Kořínek (1831–1874), literární historik, publicista a překladatel
- Ivan Standl (1832–1897), fotograf
- Ivan Zajc (1832–1914), hudební skladatel
- Stjepan Novotný (1833–1867), farář a pedagog
- Marija Fabković (1833–1915), pedagožka a spisovatelka
- Rupert Melkus (1833–1891), architekt a urbanista
- Ivan Roháček (1839–1898), lékař a psychiatr
- Bohuslav Jiruš (1841–1901), botanik a vysokoškolský pedagog
- Josef (Josip) Ubl (1844–1925), veterinář a lesník
- Leopold (Lavoslav) Geitler (1847–1885), slavista, filolog a vysokoškolský pedagog
- Josef (Josip) Chvála (1848–1937), inženýr a stavitel
- Vincenc (Vinko) Dvořák (1848–1922), fyzik a vysokoškolský pedagog
- Karel Zahradník (1848–1916), matematik
- František (Franjo) Hochman (1850–1893), tělovýchovný pedagog a člen Sokola
- Alois Malec (1855–1920), kněz a etnograf
- Oton Kučera (1857–1931), astronom
- Vítězslav Durchánek (1857–1924), zahradník
- Antun Blazina (1857–1922), zvonař
- Vincenc (Vinko) Hlavinka (1862–1934), stavební inženýr a lesník
- František (Franjo) Jeřábek (1862–1935), zahradník
- Arnošt Grund (1866–1929), herec, scenárista, průkopník chorvatského filmu
- Eugen Podaubský (1869–1935), veterinář a univerzitní profesor
- Jakub Hlávka (1869–1955), továrník, majitel továrny na zdravotnické pomůcky
- Emil Geistlich (1870–1922), lázeňský podnikatel

- Alois (Vjekoslav) Bastl (1872–1947), architekt a stavitel
- Marie (Marija) Radić, (roz. Dvořáková, 1874–1954), spolková činovnice a feministka
- Oskar Nedbal (1874–1930), skladatel, dirigent a houslista
- Ervin Rössler (1876–1933), zoolog a vysokoškolský pedagog

- Kamilo Dočkal (1879–1963), kněz, historik a houslista
- Leo Kalda (1880–1956), architekt

- Milutin Cihlar Nehajev (1880–1931), spisovatel a novinář
- Václav Huml (1880–1953), houslista a hudební pedagog

- Fran Lhotka (1883–1962), hudební skladatel
- Rudolf Jungmann (1883–1956), stavitel

- Milan Sachs (1884–1968), dirigent a hudebník
- Franta Burian (1888–1958), spisovatel a pedagog
- František (Fran) Smetánka (1888–1967), lékař a vysokoškolský pedagog

- Antun Šimčik (1893–1970), filolog, lingvista, překladatel a etnograf
- Josip Salač (1908–1975), teolog, pomocný biskup záhřebský
- Franjo Knebl (1915 – 2006), generál, politik a diplomat
- Božidar Grubišić (1925–2000), novinář, publicista
- Jaroslav Dietl (1929–1985), český spisovatel a scenárista
- Miroslav Jilek (1945–2005), sociolog
- Jasenko Houra (* 1960), rockový zpěvák a hudebník, člen kapely Prljavo kazalište
- Sanja Doležal (* 1963), zpěvačka a moderátorka
- Mirela Holy (* 1971), politička, ministryně